# Museos de Terque
Los museos de Terque son un conjunto de cinco espacios culturales y museísticos ubicados en la localidad almeriense de Terque, en España. La institución fue fundada hacia el año 2002, por colaboración entre el Ayuntamiento de la localidad y la Asociación de Amigos del Museo de Terque.

## Historia
Hacía los años 1980 cierra una panadería local, y la hija de su dueña, Paca, decide junto a su pareja la conservación del mobiliario presente en el establecimiento. Al poco tiempo, solicitaron al Ayuntamiento local la cesión de un espacio para la exhibición que habían creado. La pareja obtuvo un amplio apoyo popular, e iría recibiendo progresivamente donaciones que, gradualmente, se iban quedando sin espacio.
Fundada la institución que gestiona los museos en 2002, desde entonces ha ido ampliando su oferta. La mayor parte de sus fondos provienen de donaciones de vecinos de Terque y localidades cercanas. Hacia verano de 2024 se vio obligada a cerrar debido a la falta de apoyo económico, culpando principalmente a la Diputación de Almería; aunque afortunadamente tanto el apoyo popular como empresarial consiguieron suplir esta carestía, lo que llevó a reaccionar a la instituciones aumentando sus aportaciones en unos pocos meses.

## Museo etnográfico
El primigenio museo de la localidad, ocupa una vivienda burguesa datada a finales del siglo XIX, reacondicionada como museo. En sus diferentes estancias se albergan exposiciones dedicadas a antiguos oficios y establecimientos de venta al público, tales como un estanco, ultramarinos, barbería, escuela... La exhibición sobre farmacia cuenta con mobiliario procedente de la antigua botica de la cercana Alhabia, datado en 1871; además de diferente instrumental donado por el farmacéutico local Enrique Ruiz.

## Museo provincial de la uva de barco
Añadido a la red de los Museos de Terque en 2006, se puede encontrar dentro del Teatro Manuel Galiana. Está dedicado a la faena de la uva de Ohanes o de barco, que otrora fue la principal fuente de ingresos de la comarca.

## La Modernista

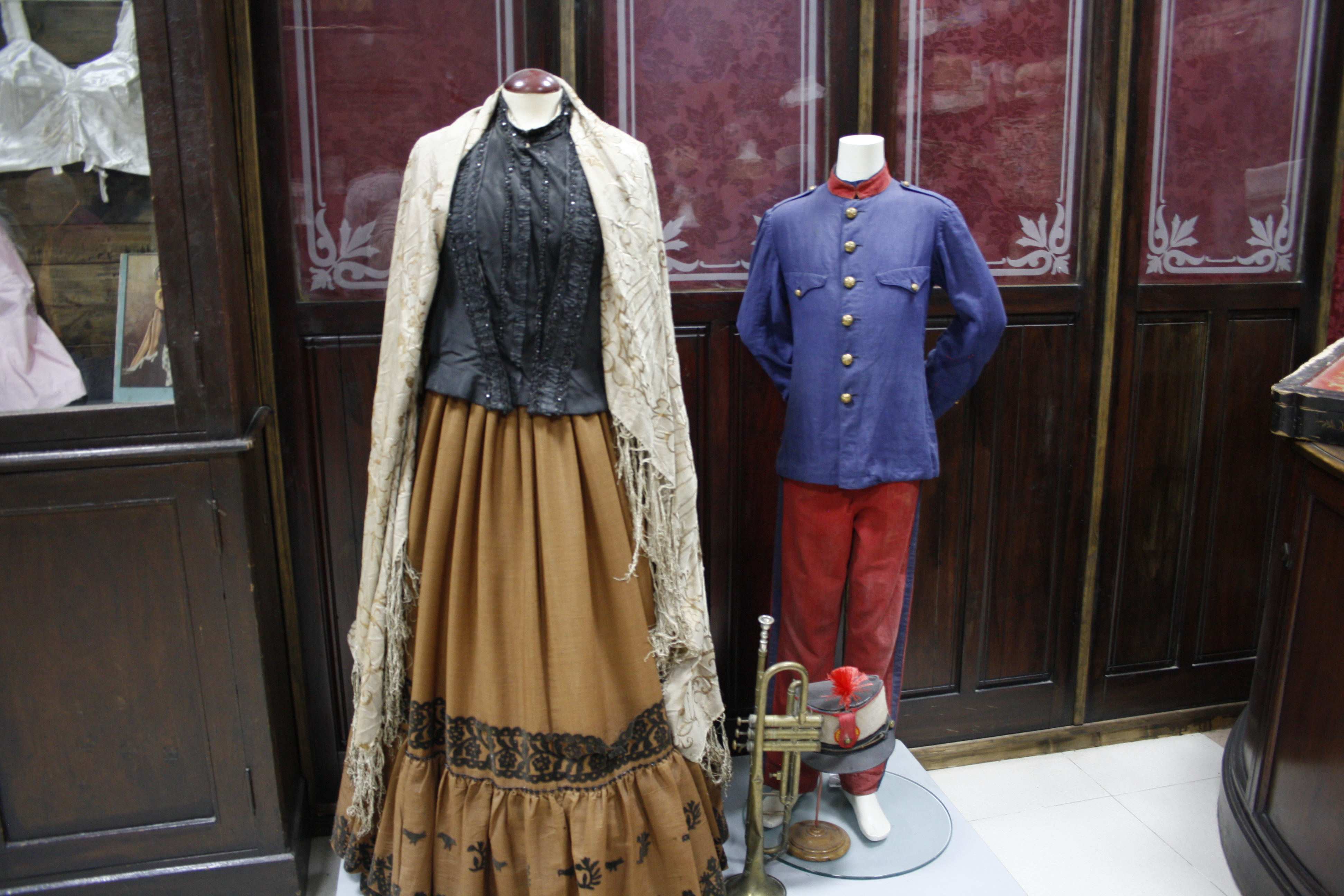
Exposición en La Modernista.

La Modernista fue originalmente una sombrerería ubicada en Alhabia e inaugurada el año 1903, propiedad de Fulgencio Ruiz. Tras más de treinta años cerrado el establecimiento, todo el mobiliario original fue donado por sus herederos hacia 2012, y se encuentra hoy expuesto en el Teatro Manuel Galiana, junto al museo de la uva, y el espacio está dedicado a la vestimenta de principios del siglo XX.

## Museo de la escritura popular
Ubicado en la Casa de los Yebra.